# Aeroportul Yellowstone
Aeroportul Yellowstone (IATA: WYS, ICAO: KWYS, FAA LID: WYS) este un aeroport din Montana, Statele Unite ale Americii ce deservește zona West Yellowstone⁠(d). Aeroportul a fost tranzitat în 2019 de 17.976 de pasageri.
Situat la o altitudine de 2.027 m, aeroportul dispune de 1 pistă.

## Infrastructură

### Piste
Aeroportul dispune de o singură pistă. Pista 01/19 are suprafața de asfalt și dimensiunile 8.400 picioare × 150 picioare. 